# Subdivisions de Karatchaïévo-Tcherkessie
La République des Karatchaï-Tcherkesses est divisée en 10 raïons et 2 cités.

## Tableau
| N°                                                 | Nom                             | Superficie km²    | Population, personnes (2023) | Chef-lieu          | Code OKATO        |
| Raïons municipaux                                  | Raïons municipaux               | Raïons municipaux | Raïons municipaux            | Raïons municipaux  | Raïons municipaux |
| -------------------------------------------------- | ------------------------------- | ----------------- | ---------------------------- | ------------------ | ----------------- |
| 1                                                  | Raïon des Abazines              | 300.19            | 17 867                       | Injoitch-Tchoukoun | 91 201            |
| 2                                                  | Raïon d'Adygué-Khabl            | 323.37            | 16 419                       | Adygué-Khabl       | 91 203            |
| 3                                                  | Raïon de la Zelentchouk         | 2 930,72          | 53 819                       | Zelentchoukskaïa   | 91 210            |
| 4                                                  | Raïon de Karatchaïevsk          | 3 917,24          | 31 305                       | Karatchaïevsk      | 91 215            |
| 5                                                  | Raïon de la petite Karatchaïevo | 1 291.8871        | 42 803                       | Outchkeken         | 91 220            |
| 6                                                  | Raïon des Nogaïs                | 209 594           | 16 443                       | Erken-Chakar       | 91 223            |
| 7                                                  | Raïon du Kouban                 | 946.285           | 29 951                       | Kavkazski          | 91 225            |
| 8                                                  | Raïon d'Ouroup                  | 2 782,00          | 24 282                       | Pregradnaïa        | 91 230            |
| 9                                                  | Raïon d'Oust-Djegousta          | 890.15            | 50 777                       | Oust-Djegousta     | 91 235            |
| 10                                                 | Raïon de Khabez                 | 528.53            | 30 929                       | Khabez             | 91 240            |
| Villes d'importance républicaine (okrougs urbains) |                                 |                   |                              |                    |                   |
| 11                                                 | Tcherkessk                      | 66,66             | 112 789                      | Tcherkessk         | 91 401            |
| 12                                                 | Okroug urbain de Karatchaïevsk  | 22.6              | 41 060                       | Karatchaïevsk      | 91 405            |